# Notostilòpids
Els notostilòpids (Notostylopidae, gr. ‘columnes posteriors’) és una família extinta de mamífers placentaris de l'ordre Notoungulata, subordre Notioprogonia, que visqueren durant l'Eocè a Sud-amèrica. S'han trobat fòssils a l'Argentina i Xile. Comprèn diversos gèneres coneguts des del principi de l'Eocè fins al principi de l'Oligocè.